# 布莱恩·赛克斯
布莱恩·C·赛克斯（英語：Bryan Clifford Sykes，1947年9月19日—2020年12月10日）是一位英国遗传学家和科普作家，牛津大学沃弗森學院人类遗传学荣休教授，主要科普作品有《夏娃的七个女儿——追踪人类遗传先祖的科学故事》（The Seven Daughters of Eve）、《亚当的诅咒——没有男人的未来》（Adam's Curse: A Future Without Men）等。